# Toppserien 2024
Die Toppserie 2024 (norw. Toppserien) war die 38. Saison der höchsten Frauenfußballliga in Norwegen. Die Saison begann am 16. März 2024 und endete am 16. November 2024.
Als Titelverteidiger ging Vålerenga Oslo in die Saison. Den Absteiger Avaldsnes IL ersetzte Kolbotn IL. Vålerenga verteidigte die Meisterschaft bereits drei Runden vor Saisonende und sicherte sich zum dritten Mal den Titel. Darüber hinaus gewann das Team aus Oslo den Pokal und somit das Double.
Absteigen musste neben Arna-Bjørnar auch Åsane Fotball, das sich in der Relegation den Frauen von FK Bodø/Glimt im Elfmeterschießen beugen musste.

## Modus
Der im Vorjahr eingeführte Modus mit einer Dreifachrunde, in der jede Mannschaft dreimal gegen jedes andere Team spielt, wurde beibehalten. Per Losverfahren wird festgelegt, welche Vereine ein Heimspiel mehr haben.
Der Tabellenerste nach drei Runden ist neuer norwegischer Meister und nimmt, wie auch der Tabellenzweite, an der Qualifikation zur UEFA Women’s Champions League der Folgesaison teil. Darüber hinaus qualifizierte sich ein weiterer Klub für den 2025/26 neugeschaffenen UEFA Women’s Europa Cup. Der Tabellenletzte stieg direkt ab in die 1. Divisjon, der Vorletzte spielte in einer Relegation mit Hin- und Rückspiel gegen den Zweiten der 1. Divisjon um einen Startplatz in der Folgesaison der Toppserie.

## Hauptrunde

### Tabelle
| Pl.             | Verein                   | Sp. | S  | U | N  | Tore    | Diff. | Punkte |
| --------------- | ------------------------ | --- | -- | - | -- | ------- | ----- | ------ |
| 1.              | Vålerenga Oslo (M)       | 27  | 24 | 1 | 2  | 074:170 | +57   | 73     |
| 2.              | SK Brann Kvinner         | 27  | 19 | 1 | 7  | 070:240 | +46   | 58     |
| 3.              | Rosenborg BK Kvinner (P) | 27  | 15 | 1 | 11 | 038:320 | +6    | 46     |
| 4.              | Lillestrøm SK Kvinner    | 27  | 14 | 6 | 7  | 043:310 | +12   | 44 1   |
| 5.              | Stabæk FK                | 27  | 11 | 4 | 12 | 040:380 | +2    | 37     |
| 6.              | Lyn Oslo                 | 27  | 9  | 6 | 12 | 025:410 | −16   | 33     |
| 7.              | Røa IL                   | 27  | 9  | 2 | 16 | 022:370 | −15   | 29     |
| 8.              | Kolbotn IL (N)           | 27  | 7  | 5 | 15 | 028:550 | −27   | 26     |
| 9.              | Åsane Fotball            | 27  | 3  | 9 | 15 | 019:390 | −20   | 18     |
| 10.             | Arna-Bjørnar             | 27  | 2  | 9 | 16 | 017:620 | −45   | 15     |
| Stand: Endstand |                          |     |    |   |    |         |       |        |

Platzierungskriterien: 1. Punkte – 2. Tordifferenz – 3. geschossene Tore

| (M) | Meister des Vorjahres/Titelverteidiger           |
| (P) | Pokalsieger des Vorjahres                        |
| (N) | Neu/Aufsteiger aus der 1. Divisjon des Vorjahres |

### Kreuztabelle
Die Kreuztabelle stellt die Ergebnisse aller Spiele dar. Die Heimmannschaft ist in der linken Spalte, die Gastmannschaft in der oberen Zeile aufgelistet.
| Heim- / Gastmannschaft | Arna-Bjørnar | Arna-Bjørnar | SK Brann Kvinner | SK Brann Kvinner | Kolbotn IL | Kolbotn IL | Lillestrøm SK Kvinner | Lillestrøm SK Kvinner | Lyn Oslo | Lyn Oslo | Rosenborg BK Kvinner | Rosenborg BK Kvinner | Røa IL | Røa IL | Stabæk FK | Stabæk FK | Vålerenga Oslo | Vålerenga Oslo | ÅSA | ÅSA |
| ---------------------- | ------------ | ------------ | ---------------- | ---------------- | ---------- | ---------- | --------------------- | --------------------- | -------- | -------- | -------------------- | -------------------- | ------ | ------ | --------- | --------- | -------------- | -------------- | --- | --- |
| Arna-Bjørnar           | —            | —            | 0:10             | –                | 0:2        | 1:2        | 1:1                   | –                     | 1:1      | 1:1      | 1:2                  | –                    | 0:1    | 0:0    | 1:2       | –         | 1:3            | 1:3            | 0:0 | 1:1 |
| SK Brann Kvinner       | 5:1          | 0:1          | —                | —                | 6:0        | –          | 1:0                   | –                     | 2:1      | –        | 2:1                  | –                    | 1:1    | 4:0    | 0:1       | 3:0       | 0:2            | 1:2            | 2:1 | 1:0 |
| Kolbotn IL             | 4:1          | –            | 2:6              | 0:5              | —          | —          | 0:0                   | 1:3                   | 2:2      | 1:1      | 0:1                  | 2:1                  | 2:4    | –      | 1:1       | –         | 0:1            | –              | 1:0 | 0:2 |
| Lillestrøm SK Kvinner  | 3:0          | 2:2          | 4:2              | 0:2              | 2:1        | –          | —                     | —                     | 1:0      | –        | 3:1                  | –                    | 2:1    | 1:0    | 3:2       | –         | 0:4            | –              | 3:1 | 1:1 |
| Lyn Oslo               | 1:0          | –            | 1:5              | 1:3              | 0:2        | –          | 1:0                   | 2:5                   | —        | —        | 0:1                  | –                    | 1:0    | 1:0    | 1:7       | 0:1       | 2:0            | –              | 1:0 | –   |
| Rosenborg BK Kvinner   | 3:0          | 3:0          | 2:0              | 1:3              | 3:1        | –          | 3:2                   | 1:2                   | 0:1      | 0:2      | —                    | —                    | 1:0    | –      | 1:0       | –         | 1:2            | –              | 2:1 | 1:0 |
| Røa IL                 | 4:0          | –            | 0:2              | –                | 2:1        | 0:2        | 1:0                   | –                     | 1:2      | –        | 1:4                  | 0:1                  | —      | —      | 1:0       | 3:1       | 0:2            | 0:2            | 1:0 | –   |
| Stabæk FK              | 1:2          | 0:0          | 0:1              | –                | 2:0        | 3:0        | 0:1                   | 1:3                   | 0:0      | –        | 2:0                  | 3:1                  | 1:0    | –      | —         | —         | 2:6            | –              | 3:2 | –   |
| Vålerenga Oslo         | 6:0          | –            | 2:0              | –                | 4:0        | 3:0        | 1:0                   | 1:1                   | 3:1      | 3:0      | 0:1                  | 3:1 b                | 5:0    | –      | 3:1       | 3:2 a     | —              | —              | 4:1 | –   |
| Åsane Fotball          | 1:1          | –            | 0:3              | –                | 1:1        | –          | 0:0                   | –                     | 1:1      | 1:0      | 1:1                  | –                    | 0:1    | 1:0    | 0:0       | 2:4       | 0:3            | 1:3            | —   | —   |
| Stand: Endstand        |              |              |                  |                  |            |            |                       |                       |          |          |                      |                      |        |        |           |           |                |                |     |     |

## Relegation
In der Relegation traf der Vorletzte der Toppserie auf den Zweitplatzierten der 1. Divisjon. Gespielt wurde am 20. und 23. November 2024, der Erstligist hatte zunächst Heimrecht. Der Zweitligist setzte sich durch und rückte auf in die Toppserie.
| Datum          |               | Gesamt          |               | Hinspiel | Rückspiel |
| -------------- | ------------- | --------------- | ------------- | -------- | --------- |
| 20./23.11.2024 | Åsane Fotball | 1:1 (1:3 i. E.) | FK Bodø/Glimt | 0:0      | 1:1 n. V. |

## Beste Torschützinnen
Bei gleicher Anzahl von Treffern sind die Spielerinnen alphabetisch sortiert.
| Rang            | Spielerin         | Verein                | Tore |
| --------------- | ----------------- | --------------------- | ---- |
| 1               | Anna Aahjem       | SK Brann Kvinner      | 18   |
| 2               | Iris Omarsdottir  | Stabæk FK             | 14   |
| 3               | Karina Sævik      | Vålerenga Oslo        | 13   |
| 3               | Olaug Tvedten     | Vålerenga Oslo        | 13   |
| 5               | Amalie Eikeland   | SK Brann Kvinner      | 10   |
| 5               | Marie Moen Preus  | Kolbotn IL            | 10   |
| 7               | Julie Hoff Klæboe | Røa IL                | 9    |
| 7               | Thea Kyvåg        | Lillestrøm SK Kvinner | 9    |
| 9               | Rakel Engesvik    | SK Brann Kvinner      | 8    |
| 9               | Elise Thorsnes    | Vålerenga Oslo        | 8    |
| Stand: Endstand |                   |                       |      |